# 벤 레몬
벤 레먼(Ben Lemon, 1955년 5월 21일 ~ )은 미국의 배우이다.
태리타운에서 태어났다.

## 영화
- 빅 러브 (2006년)
- 라이어 라이어 (1997년) - 랜디 역
- 맥쉐인의 최후의 결판 (1994년)
- 별난 커플 (1993년)
- 못말리는 람보 (1993년)
- 드래곤 작전 (1991년)
- 다니엘 스틸 - 세 자매의 사랑 (1990년)